# Momba (Madjoari)
Pour les articles homonymes, voir Momba.
Momba est un village du département et la commune rurale de Madjoari, situé dans la province de la Kompienga et la région de l’Est au Burkina Faso.

## Géographie

### Situation et environnement
Momba est situé à 15 km au Sud-Ouest de Madjoari, le chef-lieu du département, et à environ 7 km au nord de la frontière béninoise.

### Démographie
- En 2006, le village comptait 431 habitants recensés[1].

## Transports
Le village est à 10 km au sud de la route nationale 19.

## Santé et éducation
Le centre de soins le plus proche de Momba est le centre de santé et de promotion sociale (CSPS) de Tambarga.